# Visão materializada
Na computação, uma visão materializada é um objeto de banco de dados que contém os resultados de uma consulta. Por exemplo, pode ser uma cópia local de dados localizados remotamente, ou pode ser um subconjunto das linhas e/ou colunas de uma tabela ou resultado de junção, ou pode ser um resumo usando uma função agregada.
O processo de configuração de uma visão materializada às vezes é chamado de materialização. Esta é uma forma de armazenar em cache os resultados de uma consulta, semelhante à memorização do valor de uma função em linguagens funcionais, e às vezes é descrita como uma forma de pré-computação.
Tal como acontece com outras formas de pré-computação, os usuários de banco de dados normalmente usam visualizações materializadas por motivos de desempenho, ou seja, como uma forma de otimização.
As visualizações materializadas que armazenam dados com base em tabelas remotas também eram conhecidas como instantâneos (terminologia obsoleta do Oracle).
Em qualquer sistema de gerenciamento de banco de dados que segue o modelo relacional, uma visão é uma tabela virtual que representa o resultado de uma consulta ao banco de dados. Sempre que uma consulta ou atualização aborda a tabela virtual de uma visão comum, o SGBD as converte em consultas ou atualizações nas tabelas básicas subjacentes.
Uma visão materializada tem uma abordagem diferente: o resultado da consulta é armazenado em cache como uma tabela concreta ("materializada") (em vez de uma visão como tal) que pode ser atualizada das tabelas base originais de tempos em tempos. Isso permite um acesso muito mais eficiente, ao custo de armazenamento extra e de alguns dados potencialmente desatualizados.
As visões materializadas encontram uso especialmente em cenários de armazenamento de dados, onde consultas frequentes das tabelas de base reais podem ser caras.
Em uma visão materializada, os índices podem ser construídos em qualquer coluna.
Em contraste, em uma exibição normal, normalmente só é possível explorar índices em colunas que vêm diretamente de (ou têm um mapeamento para) colunas indexadas nas tabelas base; frequentemente, essa funcionalidade não é oferecida.